# 苏联民航6502号班机空难
苏联民航6502号班机是一班由苏联民航运营的从斯維爾德洛夫斯克科利佐沃国际机场经古比雪夫飞往格罗兹尼的国内航班。1986年10月20日，该航班在古比雪夫库鲁莫奇國際機場降落时因机长的失职行为坠毁，造成机上的94人中70人遇难。

## 事故背景
涉事飛機是從1979年6月28日出廠的Tu-134A客機，生產序列號62327。當天客機上載有87名旅客，4名飛行員，和3名空中服務員，4名飛行員分别爲：機長克柳耶夫（Alexander Kliuyev）、副機長Gennady Zhirnov、領航員Ivan Mokhonko、飛航工程師Kyuri Khamzatov。

## 事故经过
据空管称，当该机向库鲁莫奇國際機場进近时，机长跟副机长打赌说他能在驾驶舱窗户被遮挡的情况下只看仪表降落。随后，当飞机高度降至62-65米时，机长忽略了GPWS警告，没有复飞。飞机接地时速度约为170节。63人当场遇难，其后7人在医院不治身亡。乘客中有14名儿童，奇迹的是，他们全部生还。但苏联总理雷日科夫做的最高机密报告却给出了不同的伤亡数据：机上载有85名乘客和8名机组成员，53名乘客和5名机组成员当场身亡，11名乘客随后在医院因伤重去世。
尽管副机长Zhirnov没能阻止事故发生，但他随后努力营救伤员，并在送往医院途中因心脏停搏而亡。机长Kliuyev事后遭到起诉并被判处有期徒刑15年，后被减为6年。